# Dongfeng 17
 (mars 2025).
Le Dongfeng-17 (nom de code OTAN : CH-SS-22), est un missile balistique chinois à moyenne portée mobile sur route à combustible solide conçu pour transporter le véhicule de glissement hypersonique DF-ZF.

## Conception
Le DF-17 utilise le propulseur d'appoint du missile balistique à courte portée DF-16 B.
Il est plus difficile pour les défenses antimissiles d'intercepter le DF-ZF manœuvrable qu'un missile balistique, dont les trajectoires sont plus prévisibles. Les frappes du DF-17 visant à dégrader les défenses aériennes et antimissiles pourraient précéder l'utilisation d'armes moins résistantes.
Selon les commentateurs chinois, le DF-ZF est armé d'une ogive conventionnelle. Les services de renseignements américains considèrent que le DF-ZF est également doté de capacités nucléaires. 

## Développement
Le vol d'essai du DF-ZF du 15 novembre 2017 a été lancé à l'aide d'un DF-17,.
Le DF-17 et le DF-ZF ont fait leur première apparition publique officielle lors du défilé militaire de la fête nationale le 1er octobre 2019. 
Une étude réalisée en 2020 par l'US Air Force a révélé que le missile serait le premier missile balistique tactique équipé d'un planeur hypersonique en déploiement opérationnel. 

## Implications stratégiques
En mars 2020, le ministère américain de la Défense a proposé d'accélérer le développement de véhicules hypersoniques à armement conventionnel (HGV) pour suivre le rythme du développement chinois. Michael Griffin, ancien sous-secrétaire à la Défense pour la recherche et l'ingénierie, a déclaré au Comité des forces armées de la Chambre que les États-Unis doivent développer des armes hypersoniques « pour nous permettre d'égaler ce que font nos adversaires ».

## Développement ultérieur
En 2020, plusieurs observateurs militaires en Chine ont signalé qu'une version de missile hypersonique lancé par avion basée sur le DF-17 était en cours de test,.

## Sources
- Mihal, « Understanding the People's Liberation Army Rocket Force », Military Review, vol. 101, no 4,‎ july–august 2021, p. 16–30 (lire en ligne)
- (en) Veerle Nouwen et Timothy Wright Long-range Strike Capabilities in the Asia-Pacific: Implications for Regional Stability (rapport), The International Institute for Strategic Studies, janvier 2024 (lire en ligne)
- Peter Wood et Roger Cliff, A Case Study of the PRC's Hypersonic Systems Development, China Aerospace Studies Institute, 2020 (ISBN 9798672412085, lire en ligne)